# Киселёв, Пантелей
Пантелей Киселёв (болг. Пантелей Киселов; 23 октября 1863, Свиштов — 14 октября 1927, София) — болгарский военный деятель, генерал.

## Биография
Родился в 1863 году, в Свиштове, в 1885 году получил военное образование, участвовал в сербско-болгарской войне 1885 года, во время Первой Балканской войны командовал пехотными полком, особо отличился в Лозенградской операции.
Во время Второй Балканской войны, Киселёв был тяжело ранен. Генерал часто находился в самых опасных местах во время сражений и часто появлялся в первых линиях окопов.
Во время Первой мировой войны, генерал Киселёв во главе 4-й пехотной дивизии воевал на румынском фронте. Командовал болгарскими войсками, которые захватили румынскую крепость Тутракан, считавшуюся неприступной.

## Награды
- Орден «За храбрость» III степени
- Орден «Святой Александр» III и V степени
- Орден «За военные заслуги» IV степени
- Орден «За заслуги»
- Орден Железный крест II степени (Германия)

## Интересные факты
Село Генерал-Киселово на северо-востоке Болгарии названо в честь Пантелея Киселёва.